# Yuki Okada (fotbollsspelare född 1996)
Yuki Okada (岡田 優希 Okada Yuki?), född 13 maj 1996 i Kanagawa prefektur, är en japansk fotbollsspelare.
Okada började sin karriär 2019 i FC Machida Zelvia.